# Haakon IV Stary
Haakon IV Stary (norw. Håkon IV Håkonsson), (ur. 1204, zm. 15 grudnia 1263) – król Norwegii w latach 1217–1263.
Haakon IV urodził się w 1204 roku, był synem Haakona III i Ingi z Varteig. Na króla został wybrany przez stronnictwo Birkebeiner (ruch polityczny dążący do zjednoczenia Norwegii pod jednym berłem). Zakończył wojnę domową. Ostatnie powstanie, wzniecone przez Skule Baardssona, zdusił w 1240. W 1247 w Nidaros został koronowany przez legata papieskiego kardynała Wilhelma z Modeny.
Podczas panowania Haakona Wyspy Owcze, Islandia i Grenlandia podlegały władzy Norwegii. Haakon starał się też wiązać z innymi krajami, np. w 1258 wydał swoją córkę Krystynę za Filipa, brata króla Alfonsa X Kastylijskiego; a także miał dobre kontakty z papieżem, który koło 1250 chciał go uczynić cesarzem rzymskim.
W 1263 zorganizował największą w historii Norwegii wyprawę floty w obronie Hebrydów, do których żądania zgłosił król Szkocji. Po kilku udanych bitwach, podczas przerwy zimowej na Orkadach, Haakon zachorował i zmarł.